# Thagria wangi
Thagria wangi är en insektsart som beskrevs av Zhang 1994. Thagria wangi ingår i släktet Thagria och familjen dvärgstritar. Inga underarter finns listade i Catalogue of Life.